# Andrej Lazarov
Andrej Lazarov (în macedoneană Андреј Лазаров; n. 8 septembrie 1999, Kočani, comuna Kočani⁠(d), Macedonia de Nord – d. 16 martie 2025, Kočani, comuna Kočani⁠(d), Macedonia de Nord) a fost un fotbalist macedonean care a jucat ca mijlocaș. 
Lazarov a murit pe 16 martie 2025, după ce a fost internat din cauza inhalării de fum⁠(d); încercase să salveze oameni din incendiul din clubul de noapte pulse din Kočani, suferind arsuri în acest proces. Avea 25 de ani. 